# Juan de la Caridad García Rodríguez
Juan de la Caridad García Rodríguez (Camagüey, 11 luglio 1948) è un cardinale e arcivescovo cattolico cubano, dal 26 aprile 2016 arcivescovo metropolita di San Cristóbal de la Habana.

## Biografia
È nato a Camagüey, città capoluogo di provincia e sede vescovile, l'11 luglio 1948.

### Formazione e ministero sacerdotale
Ha compiuto gli studi filosofici e teologici presso il Seminario di San Basilio de El Cobre e il Seminario Maggiore San Carlos y San Ambrosio di L'Avana.
Il 25 gennaio 1972 è stato ordinato presbitero dal vescovo di Camagüey Adolfo Rodríguez Herrera.
Ha passato alcuni anni come parroco di varie parrocchie dei dintorni di Camagüey.

### Ministero episcopale e cardinalato
Il 15 marzo 1997 papa Giovanni Paolo II lo ha nominato vescovo ausiliare di Camagüey, assegnandogli la sede titolare di Gummi di Proconsolare. Ha ricevuto l'ordinazione episcopale il 7 giugno successivo, nella chiesa di Nuestra Señora de la Merced a Camagüey, per imposizione delle mani di mons. Rodríguez Herrera, ordinario diocesano, assistito dai co-consacranti Mario Eusebio Mestril Vega, vescovo di Ciego de Ávila, ed Emilio Aranguren Echeverría, vescovo di Cienfuegos. Come suo motto episcopale ha scelto Ve y anuncia el Evangelio, che tradotto significa "Vai e annuncia il Vangelo".
Il 10 giugno 2002 è stato nominato arcivescovo metropolita di Camagüey dallo stesso pontefice, succedendo al settantottenne mons. Adolfo Rodríguez Herrera, ritiratosi per raggiunti limiti di età.
Il 26 aprile 2016 papa Francesco lo ha nominato arcivescovo metropolita di San Cristóbal de La Habana, prendendo il posto del cardinale Jaime Lucas Ortega y Alamino, ritiratosi all'età di settantanove anni, di cui trentacinque passati alla guida della sede metropolitana. Il 22 maggio seguente ha preso possesso dell'arcidiocesi.
Il 1º settembre 2019, al termine dell'Angelus, papa Francesco ne ha annunciato la creazione cardinalizia nel concistoro del successivo 5 ottobre, durante il quale è stato creato cardinale presbitero dei Santi Aquila e Priscilla. Il 26 agosto 2022 ha preso possesso del titolo cardinalizio.
Dal 22 marzo al 14 maggio 2022, giorno dell'ingresso del nuovo vescovo Juan Gabriel Díaz Ruiz, è stato amministratore apostolico della diocesi di Matanzas.
Il 7 e 8 maggio 2025 ha partecipato come cardinale elettore al conclave che ha portato all'elezione di papa Leone XIV.

## Genealogia episcopale e successione apostolica
La genealogia episcopale è:
- Cardinale Scipione Rebiba
- Cardinale Giulio Antonio Santori
- Cardinale Girolamo Bernerio, O.P.
- Arcivescovo Galeazzo Sanvitale
- Cardinale Ludovico Ludovisi
- Cardinale Luigi Caetani
- Cardinale Ulderico Carpegna
- Cardinale Paluzzo Paluzzi Altieri degli Albertoni
- Papa Benedetto XIII
- Papa Benedetto XIV
- Papa Clemente XIII
- Cardinale Bernardino Giraud
- Cardinale Alessandro Mattei
- Cardinale Pietro Francesco Galleffi
- Cardinale Giacomo Filippo Fransoni
- Cardinale Carlo Sacconi
- Cardinale Edward Henry Howard
- Cardinale Mariano Rampolla del Tindaro
- Cardinale Antonio Vico
- Arcivescovo George Joseph Caruana
- Arcivescovo Evelio Díaz y Cía
- Arcivescovo Adolfo Rodríguez Herrera
- Cardinale Juan de la Caridad García Rodríguez

La successione apostolica è:
- Arcivescovo Wilfredo Pino Estévez (2007)
- Vescovo Domingo Oropesa Lorente (2007)
- Vescovo Silvano Herminio Pedroso Montalvo (2018)
- Vescovo Eloy Ricardo Domínguez Martínez (2022)